# Солунская улица
Солу́нская улица — улица в историческом районе Коломяги Приморского административного района Санкт-Петербурга. Проходит от Коломяжского проспекта до Вербной улицы. Севернее переходит в Новоколомяжский проспект.

## История
Улица получила название 7 июля 1993 года в честь находящейся рядом церкви Димитрия Солунского.
С 1947 по 1991 год по улице проходила трасса Малой Октябрьской (детской) железной дороги, а перед Тбилисской улицей располагалась станция «Пионерская».
В 2008 году к улице был добавлен участок от 1-й Полевой улицы до Вербной улицы, за счёт включения трассы упразднённой Мигуновской улицы.
В 2013 году трасса Солунской улицы документально была изменена: из состава Солунской улицы был исключен участок от Коломяжского проспекта почти до 1-й Никитинской улицы (он стал частью Парашютной улицы), взамен к Солунской улице был добавлен ранее безымянный проезд от Коломяжского проспекта до Солунской улицы (вдоль домов 27 и 33, корпус 2, по Коломяжскому проспекту).

## Транспорт
Ближайшие к Солунской улице станции метро — «Пионерская» и «Удельная» 2-й (Московско-Петроградской) линии.

## Пересечения
- Коломяжский проспект
- Шарова улица
- Парашютная улица
- 3-я линия 1-й половины
- Тбилисская улица
- 1-я Полевая улица
- Поклонногорская улица
- Горная улица
- Главная улица
- Вербная улица
- Новоколомяжский проспект

## Достопримечательности
- Спортивная база «Спартак»